# Залегощь

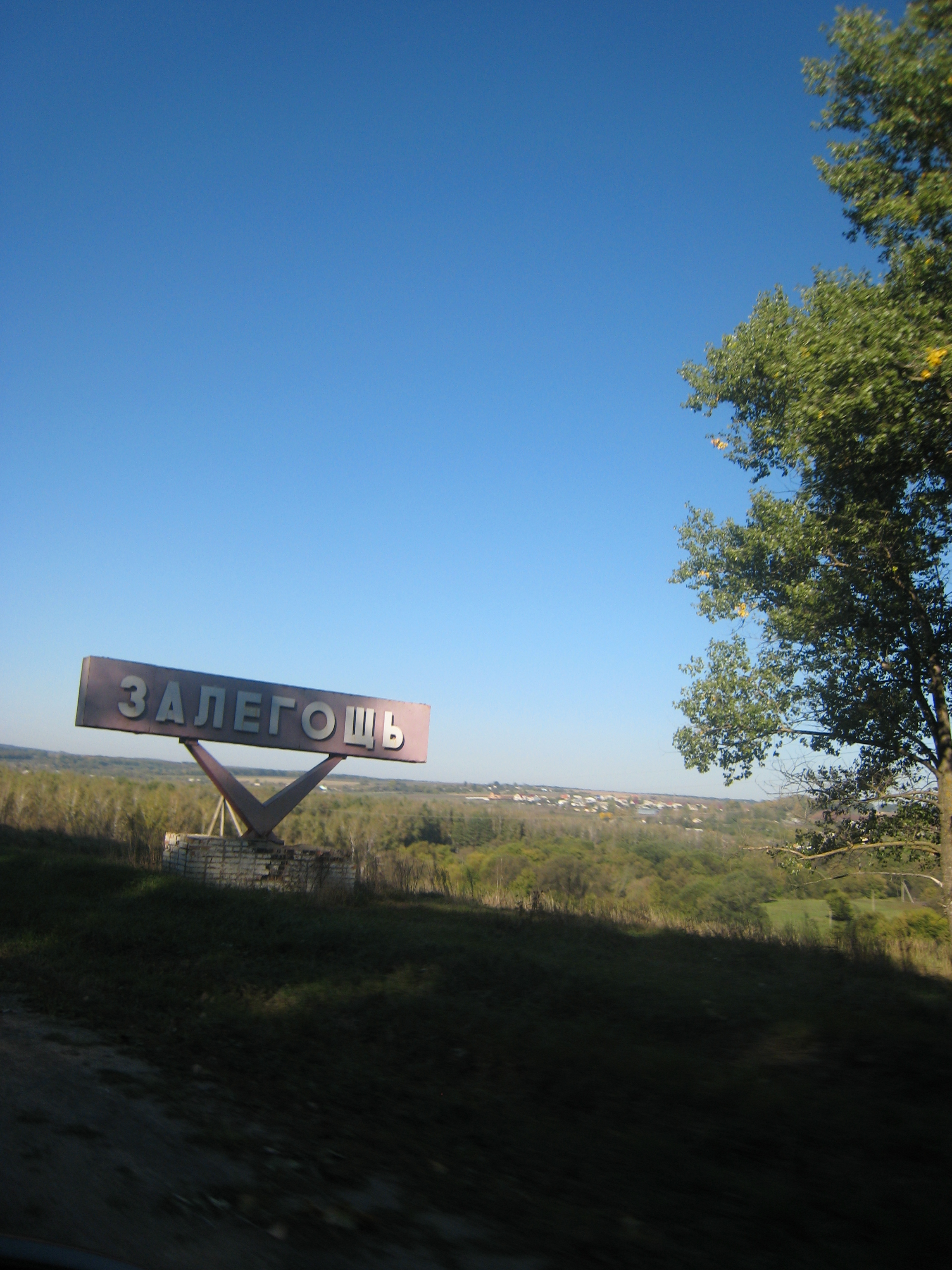
Стела при въезде в Залегощь

За́легощь — посёлок городского типа в Орловской области России, административный центр Залегощенского района. Образует одноимённое муниципальное образование городское поселение Залегощь как единственный населённый пункт в его составе.
Население — 4374 чел. (2023).
Железнодорожная станция на линии Орёл — Елец.

## Этимология
Название посёлок получил от топонима речки Залегощь (в просторечии Залегощенка), а также в связи с переселением жителей из села Нижняя Залегощь. Само название Залегощь считается древним, так как окончание «…легост» или «…легощь» на Руси изначально связано с древним именем человека и означало «стоянка человека».

## Физико-географическая характеристика
Посёлок Залегощь расположен на реке Неручь в устье её притока речки Залегощь (бассейн р. Оки) в 63 км к востоку от города Орёл на Среднерусской возвышенности в центре Восточно-Европейской равнины. Территория представляет собой приподнятую холмистую равнину и отличается большой изрезанностью.

### Время
Залегощь, как и вся Орловская область, находится в часовой зоне МСК (московское время). Смещение применяемого времени относительно UTC составляет +3:00. Время в посёлке Залегощь опережает географическое поясное время на один час.

### Климат
Удалённый от моря пгт Залегощь отличается умеренно-континентальным климатом (в классификации Кёппена — Dfb), который зависит от северо-западных океанических и восточных континентальных масс воздуха, взаимодействующих между собой и определяющих изменения погоды. Зима умеренно прохладная. Периодически похолодания меняются оттепелями. Лето неустойчивое, со сменяющимися периодами сильной жары и более прохладной погоды.
Атмосферные осадки выпадают в умеренном количестве, по месяцам распределяются неравномерно. Наибольшее их количество выпадает в летнее время. Увлажнение достаточное.

## История
Поселение появилось в результате строительства в конце XIX века железной дороги и образованию в этом месте станции.
В январе 1935 года село Залегощь становится центром Залегощенского района Курской области (с 1937 года — Орловской области).
После оккупации немецкими войсками, Залегощь была освобождёна 23 февраля 1943 года. В посёлке находятся два воинских захоронения.
31 декабря 1960 года село Залегощь отнесено к категории рабочих поселков.
В 1989 г. в Залегощи была сформирована отдельная дорожно-строительная бригада ЦДСУ МО СССР для выполнения государственных программ.
С 1 января 2006 года Залегощь образует городское поселение «Посёлок Залегощь». В 2010 году в новом построенном Богоявленском храме прошла первая Божественная литургия.

## Население
| 1939  | 1959  | 1970  | 1979  | 1989  | 2002  | 2009  | 2010  | 2012  |
| ----- | ----- | ----- | ----- | ----- | ----- | ----- | ----- | ----- |
| 862   | ↗914  | ↗4633 | ↗5105 | ↗5744 | ↗6005 | ↘5414 | ↘5338 | ↘5200 |
| 2013  | 2014  | 2015  | 2016  | 2017  | 2018  | 2019  | 2020  | 2021  |
| ↘5145 | ↘5120 | ↘5074 | ↘5026 | ↘4939 | ↘4890 | ↘4808 | ↗4844 | ↘4370 |
| 2023  |       |       |       |       |       |       |       |       |
| ↗4374 |       |       |       |       |       |       |       |       |

Национальный состав
По итогам переписи населения 2020 года проживали следующие национальности (национальности менее 0,1 % и другое, см. в сноске к строке «Другие»):
| Национальность | Численность, чел. | Доля     |
| -------------- | ----------------- | -------- |
| Русские        | 4201              | 96,13 %  |
| Курды          | 25                | 0,57 %   |
| Украинцы       | 16                | 0,37 %   |
| Армяне         | 5                 | 0,11 %   |
| Другие         | 123               | 2,82 %   |
| Итого          | 4370              | 100,00 % |

## Экономика
В посёлке осуществляют деятельность: Залегощенский сахарный завод, комбинат строительных материалов, ПО Залегощь, хлебоприемное предприятие.

## Инфраструктура
Торговля представлена целым рядом продовольственных и промтоварных магазинов, аптеками. Есть три гостиницы, ресторан, три кафе.
С 2018 года является базовым центром проведения экстремальных забегов по пересеченной местности проекта "Тропа Героев".

## Транспорт

### Автобусное сообщение
Междугородные и пригородные маршруты проходят через автостанцию Залегощь:
- №462 Москва (а/с Новоясеневская) — Красная Заря (заезд в Залегощь)
- №544 Орёл — Шатилово
- №554 Орёл — Ливны
- №658 Орёл — Новосиль
- №661 Орёл — Корсаково
- №662 Орёл — Залегощь
- №665 Орёл — Красная Заря (заезд в Залегощь)

### Железнодорожное сообщение
Через станцию Залегощь ежедневно проходят электрички до Верховья, Орла и Ливн.

## Образование
В Залегощи функционируют две средние общеобразовательные школы, начальная школа, школа искусств, два детских сада, спортивная школа.  

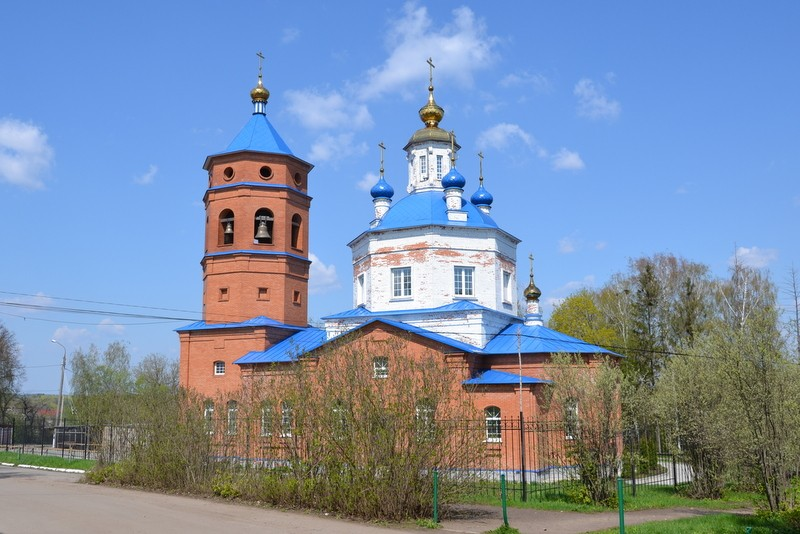
Храм Богоявления в Залегощи

## Культура
Работают две библиотеки, дом культуры, краеведческий музей. Издаётся районная газета «Маяк».

## Памятники
- Братская могила советских воинов, погибших в 1943 году.

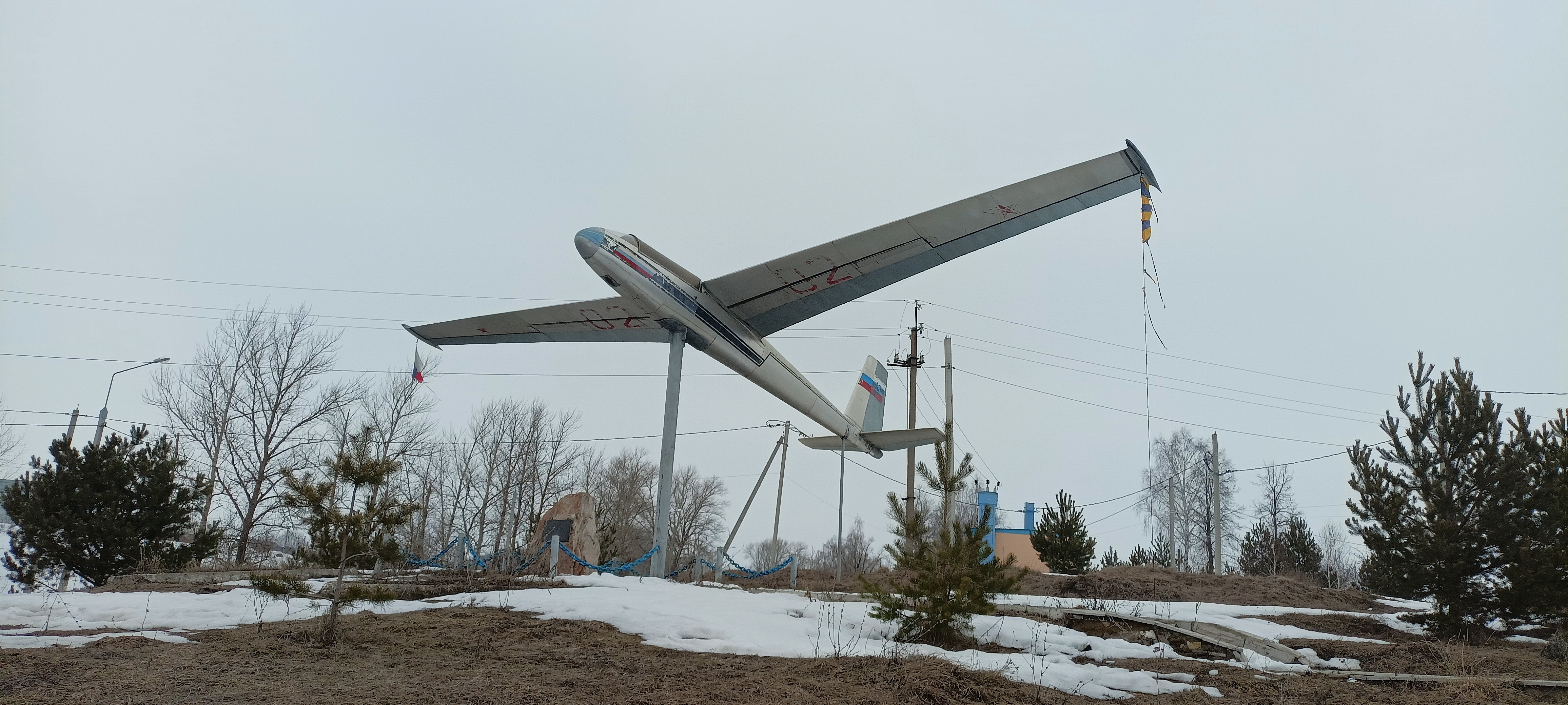

- Планер Бланик L-13 в честь 50-летия полёта Ю. Гагарина в космос.
- Бюст Героя Советского Союза Л. С. Чигина.